# Efecto Tiffany
El efecto Tiffany o problema Tiffany se refiere al problema en el que un hecho histórico, debido a las asociaciones modernas, parece anacrónico para el público moderno de ficción histórica, a pesar de ser preciso.
Si un escritor de ficción histórica nombre a un personaje inglés Tiffany en un escenario europeo de 1600, la gente tiende a percibirlo históricamente inexacto, sin embargo, no lo es.
La autora Nicola Cornick habló por primera vez del efecto Tiffany en 2018 después de conocer el fenómeno y encontrarse con el término. Explicó que el nombre Tiffany deriva de Theophania, un nombre común en niñas medievales. En la Francia de 1200 pasó a ser Tifinie, y la ortografía Tiffany aparece por primera vez en inglés sobre el año 1600. La también autora Jo Walton acuñó el término Problema de Tiffany en 2019 para referirse a este fenómeno.

## Ejemplos
- Las pajillas: Los antiguos suméricos, alrededor del 3000 a. C., ya se hacían sus pajillas. Las utilizaban principalmente para beber cerveza. Esto se debía a que la cerveza de la época no era como la conocemos hoy; era más espesa y contenía sedimentos, lo que hacía difícil beberla directamente del recipiente. Las pajillas permitían disfrutar de la bebida sin consumir los restos sólidos del grano. Curiosamente, las pajillas se fabricaban con juncos o cañas huecas, e incluso se encontraron ejemplares de oro y lapislázuli en tumbas reales, lo que sugiere que este hábito era apreciado por las élites.[4]
- Tolerancia con la homosexualidad en la antigua Grecia: Aunque solemos asociar la aceptación de la homosexualidad con tiempos modernos, los antiguos griegos, especialmente en ciudades como Atenas, la veían de forma tolerante. Relaciones sexuales entre hombres, sobre todo en contextos de mentoría y formación de los jóvenes, eran comunes y a menudo celebradas. Estas relaciones se regían por normas sociales específicas, y la masculinidad no se veía comprometida por ellas. Incluso en El banquete de Platón, Alcibiades trata de ligar con Sócrates.[5]
- Prueba de embarazo en el antiguo Egipto: En el antiguo Egipto, alrededor del 1350 a. C., las mujeres utilizaban un barato, sencillo y eficaz sistema para determinar si estaban embarazadas. Orinaban sobre semillas de trigo y cebada, y si las semillas germinaban rápidamente, se consideraba una señal de embarazo. Este método tenía una precisión cercana al 70%. Estudios modernos han sugerido que los altos niveles de estrógeno en la orina de mujeres embarazadas podrían haber influido en el crecimiento acelerado de las plantas, lo que subraya la notable intuición científica de los antiguos egipcios.[6]
- La máquina expendedora: En el siglo I d. C., Herón de Alejandría, inventor y matemático griego, diseñó la primera máquina expendedora del mundo, y su producto era el agua bendita. Los fieles introducían una moneda en una ranura, lo que hacía que el peso de la moneda inclinara una plataforma, abriendo una válvula que liberaba una cantidad controlada de agua. Cuando la moneda caía de la plataforma, la válvula se cerraba automáticamente, evitando que los usuarios tomaran más agua de la pagada.[7]
- Sudaderas con capucha: Aunque muchos creen que la sudadera con capucha es un invento del siglo XX, su origen se remonta al siglo XVIII. Los monjes europeos solían llevar túnicas con capuchas, llamadas "cucullus", y a lo largo de los siglos la prenda fue adoptada por distintas clases sociales por su funcionalidad y protección contra el frío. La versión moderna que conocemos, al igual que los pantalones vaqueros, fuero popularizada como uniforme de trabajo en la década de 1930 en Estados Unidos, cuando se diseñaron para los trabajadores de almacenes frigoríficos, evolucionando luego en un símbolo de moda y cultura urbana.[8][9]
- Helados: Salir a tomar un helado, lejos de ser una actividad moderna, surgió hace más de 2,500 años. Los antiguos persas y griegos ya disfrutaban de versiones primitivas de helado, hechas de nieve mezclada con miel y frutas. En Roma, el emperador Nerón enviaba esclavos a las montañas para recoger nieve y mezclarla con frutas y jugos. Tras la caída del Imperio Romano, la técnica de hacer helados se perdió en gran parte de Europa, hasta que fue revitalizada en Italia durante los siglos XIII y XIV. Catalina de Médici fue clave en su difusión por Europa cuando lo introdujo en Francia en 1533 tras su matrimonio con Enrique II a los catorce años.[10][11]
- Los primeros bancos en Mesopotamia: Las instituciones bancarias surgieron en la antigua Mesopotamia, alrededor del 2000 a. C. Los templos y palacios actuaban como los primeros centros financieros, realizando préstamos y custodiando los depósitos de grano y metales preciosos. Más tarde, durante la Edad Media, los bancos comerciales empezaron a financiar expediciones y dar préstamos en monedas, sentando las bases del sistema bancario moderno. Los primeros bancos tal como los conocemos hoy surgieron en Italia y Londres, desarrollando conceptos como la emisión de deuda bancaria y la aceptación de depósitos de clientes.[12]
- Coches eléctricos en los siglos XIX y XX: Aunque muchas personas piensan que los coches eléctricos son una innovación reciente, su historia se remonta a mediados del siglo XIX. En 1852, ya se comercializaban vehículos eléctricos rudimentarios, pero fue en 1859, con la invención de la batería de plomo-ácido por Gaston Planté, cuando se pudo almacenar electricidad de manera eficiente. En 1884, Thomas Parker, un inventor británico, construyó el primer coche eléctrico de producción en masa en Londres. Durante las últimas décadas del siglo XIX, países como Francia, el Reino Unido y Alemania se convirtieron en pioneros en el desarrollo de vehículos eléctricos. En 1899, Camille Jenatzy, un belga, rompió la barrera de los 100 km/h en su coche eléctrico, demostrando el potencial de estos vehículos mucho antes de la llegada de los motores de combustión masivos.[13]